# Dikke Lu
Dikke Lu is een Nederlandstalige single van de Belgische band Clement Peerens Explosition uit 1994.
Dikke Lu refereert naar de Belgische acteur Ludo Hoogmartens.
De single bevatte naast de titelsong de liedjes Loeten,  't Is Altijd Iets met de Wijven, Asbak (van Sid Vicious) en Maar Niet met Mij.
Het liedje verscheen op het album Vindegij Mijn Gat (Ni te Dik in deze Rok).

## Meewerkende artiesten
- Clement Peerens (elektrische gitaar, zang)
- Sylvain Aertbeliën (basgitaar)
- Vettige Swa (drums)